# Monster Hunter 2
Monster Hunter 2 (Dos) (モンスターハンター2 (ドス) Monsutā Hantā Dosu?) es un videojuego para PlayStation 2 realizado por Capcom, y  es la secuela de Monster Hunter y Monster Hunter G.

## Modo de juego
Junto con las diversas especies de monstruos que regresan del primer Monster Hunter, Monster Hunter 2 contiene muchos nuevos monstruos, como el dragón de viento metálico Kushala Daora, la cabeza de león, dragón Teo Teskatoru (llamado Teostra en América del Norte y las versiones PAL de Monster Hunter Freedom 2) y su contraparte femenina Nana Teskatory (llamado Lunastra en América del Norte y las versiones PAL de MHF2), los primates y Babakonga Dodobrango (Congalala Blangonga y en MHF2), el toro o el minotauro, como Rajang monstruo, y el camaleón como un dragón Oonazuchi (Chameleos en MHF2). Con nuevos monstruos también viene la posibilidad de nuevas armas y armaduras.
Monster Hunter 2 tiene un árbol de armas y armaduras mejoradas actualizable. Al igual que en todos los juegos de Monster Hunter, piezas de armadura se puede usar para obtener habilidades y destrezas. Una característica nueva en Monster Hunter 2 es el uso de las gemas. Gems añade puntos de habilidad para complementar los añadidos por la armadura y las armas. Joyas son creadas por la combinación de minerales y / o partes de monstruos. Las gemas se pueden conectar y desconectar de la armadura y las armas que tienen horarios especiales de gemas.

## Nuevas criaturas
Anteka.
Blango: un mono blanco que es un habitante de las montañas y altamente agresivos. Líder de la tropa se llaman Blangonga.
Chameleos: como un camaleón Elder Dragon invisible que en sus alrededores.
Conga: un gorila rosa parecido al mono primate que habita en pantanos y selvas. Ellos son guiados por el líder del llamado Congalala.
Daimyo Hermitaur: un cangrejo de color rojo monstruo grande y con un cráneo de Monoblos en la espalda.
Popo: criaturas Mamoth tipo no atacan a menos que una amenaza se encuentra normalmente es regons nieve
Teostra: un rojo, Piasa-como Elder Dragon. Una hembra es de color azul y se llama Lunastra.
Shogun Ceanataur: un crustáceo enorme, de color azul con un cráneo de Gravios, caracol gigante y, a veces un misterioso cráneo de wyvern en la espalda. y vive en pantanos y volcanes.
Bulldrome: un primo grande de jabalí. Un macho alfa de los rebaños Bullfango.
Shen Gaoren: un gigantesco cangrejo con extremidades muy largas con el cráneo de Lao Shan Lung en su espalda.
Fatalis blanco: el tercer miembro de los hermanos Fatalis. Se dice que es el dragón más poderoso de Minegarde.
Rajang: un minotauro de color marrón o amarillo o un monstruo Ushioni-como que no tiene hábitat fijo y es muy agresivo.

## Juegos relacionados
Monster Hunter Portable 2 es un puerto parcial de Monster Hunter 2 para PSP. MHP2 añade nuevas características, e incluye varios cambios en el juego original, tales como la eliminación de algunos de los elementos de tiempo de flujo y la eliminación de la Yamatsukami monstruo pulpo. (Ahora disponible en Monster Hunter Freedom Unite, un portátil de segunda Inglés G) También algunas características como bosque nocturno y Altos mapa y Teo en el Pantano de la zona se han eliminado de MHF2, que se añadirán después de Monster Hunter Portable segundo G (o Monster Hunter Freedom Unite la versión de lanzamiento en América del Norte y Europa). Monster Hunter Portable 2 fue lanzado en América del Norte como Monster Hunter Freedom 2.
- Datos: Q518560